# محمد علیم
محمد علیم (به انگلیسی: Muhamed Alaim؛ زادهٔ ۱۰ فوریهٔ ۱۹۸۱) دروازه‌بان سابق فوتبال اهل بوسنی و هرزگوین است.

## دوران باشگاهی
علیم ۱۰ سال برای سارایوو بازی کرد و در ۲۷۰ بازی لیگ برای این باشگاه به میدان رفت. او دوران حرفه‌ای خود را با تیم شهید قندی یزد، به پایان رساند، جایی که از سال ۲۰۱۰ تا ۲۰۱۲ در آن بازی کرد.

## دوران ملی
در سطح ملی، علیم یک بار برای تیم ملی بوسنی و هرزگوین در ۲۲ اوت ۲۰۰۷، در یک بازی دوستانه مقابل کرواسی به‌عنوان بازیکن تعویضی در نیمهٔ دوم به جای عدنان گوشو به میدان رفت.

## بعد از فوتبال
در حال حاضر او مؤسس و مربی مدرسه دروازه‌بانی خود در سارایوو است. این مدرسه از دروازه‌بان‌های جوان گرفته تا دروازه‌بان‌های باتجربه را می‌پذیرد.
او همچنین به‌عنوان عضوی از حزب اقدام دموکراتیک (SDA) در سیاست فعال است.

## افتخارات

### باشگاهی

#### سارایوو
- لیگ برتر بوسنی و هرزگوین (۱): ۰۷–۲۰۰۶
- جام حذفی بوسنی و هرزگوین (۲): ۰۲–۲۰۰۱، ۰۵–۲۰۰۴